# Yiftach Katzur

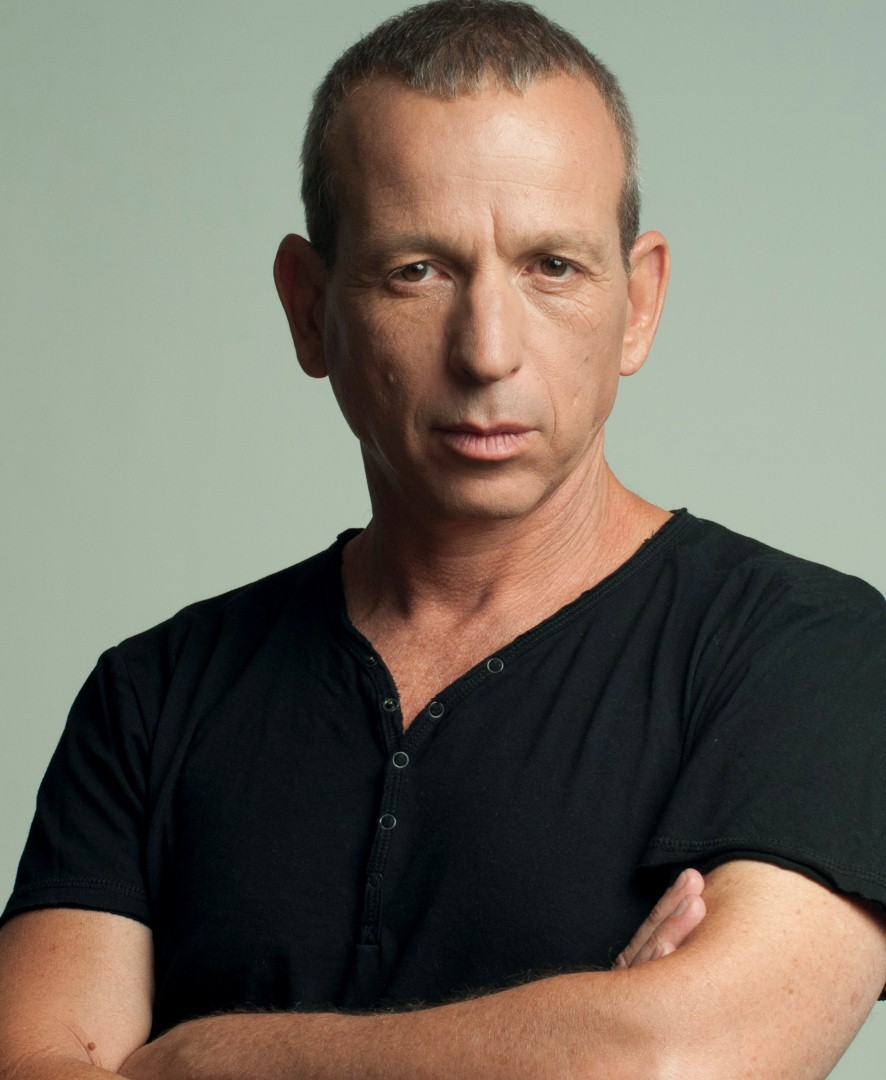
Yiftach Katzur (2012)

Yiftach Katzur (hebräisch יפתח קצור; * 17. Juli 1958 in Cholon (Israel); auch Jesse Katzur) ist ein israelischer Schauspieler und Unternehmensberater.

## Leben
Yiftach Katzur begann seine Karriere mit 17 Jahren in Peter Shaffers Bühnenstück Equus. Seine erste kleine Filmrolle hatte er 1977 im umstrittenen Polit-Thriller The Honey Connection von Yeud Levanon. Berühmt wurde er als Benny in der achtteiligen Erotikkomödie Eis am Stiel. 1979 war er als epileptischer Junge in Jesus – Keiner hat die Welt bewegt wie er (The Jesus Movie, 1979, John Heyman) zu sehen. Gemeinsam mit seinen Eis-am-Stiel-Kollegen Zachi Noy und Rachel Steiner drehte er 1984 mit Robert Mitchum und Rock Hudson den Film Der Ambassador. 1993 spielte er zusammen mit Zachi Noy und Anat Atzmon in einem Pilotfilm einer Eis-am-Stiel-Serie mit dem Titel „Lemonade“ und führte auch die Regie. Die Serie dazu wurde niemals realisiert. Sein letzter Kinofilm Gentila, der 1997 in die Kinos kam, wurde 1998 als bester Film mit dem Haifa Film Festival Award ausgezeichnet. 2005 schlüpfte er für das israelische TV-Special Ha-Secret Shelanu in einem Kurzfilm zum letzten Mal in die Rolle des Benny aus Eis am Stiel. 2011 spielte er in der israelischen Sitcom Naor's Friends eine Gastrolle. 2015 war er zudem in der israelischen Disney-Channel-Fernsehserie Disney’s North Star in einer Episodenrolle als David zu sehen.
Seit den 1990er Jahren ist Katzur in Israel auch als Unternehmer tätig. So betrieb er 1990 bis 2001 eine Marketing-Agentur, 2002 bis 2009 einen Investitionsfonds für die israelische Filmbranche und seit 2018 bis heute (Stand: Juni 2023) leitet er die von ihm gegründete Unternehmensberatung Katzur Strategies.
Im Juli 2012 wurde er Schirmherr des Theaterstücks Verliebte Jungs, welches auf der Eis-am-Stiel-Filmreihe beruht. Katzur beteiligte sich am deutschen Dokumentarfilm Eskimo Limon. Eis am Stiel – Von Siegern und Verlierern von Eric Friedler, der derselben Filmreihe gewidmet ist und 2018 uraufgeführt wurde.
Katzur ist geschieden und hat einen Sohn sowie eine Tochter.

## Filmografie

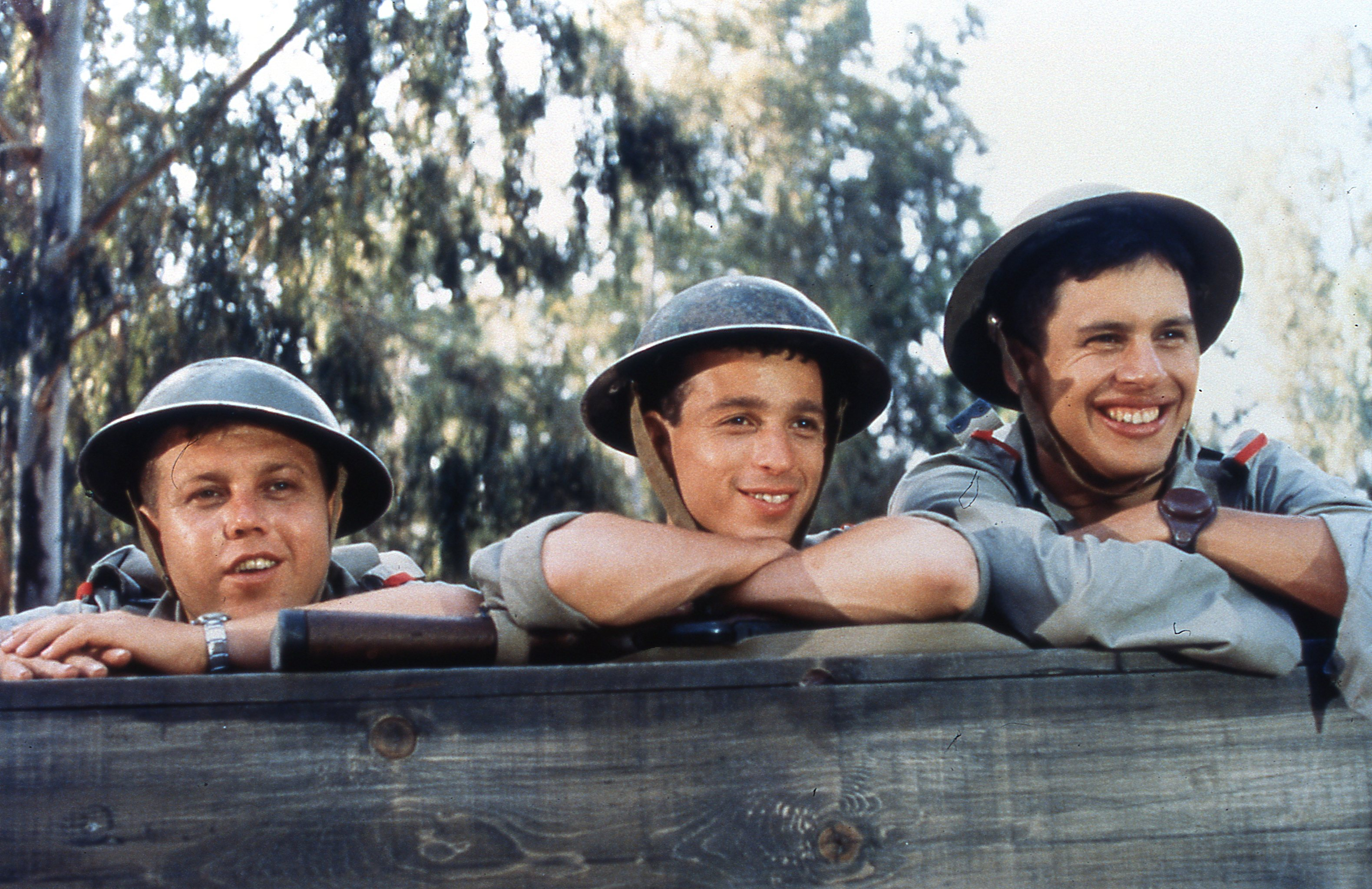
Yiftach Katzur (Mitte) in Eis am Stiel 4

- 1977: The Honey Connection (Kesher Ha-Dvash)
- 1978: Eis am Stiel (Eskimo Limon)
- 1979: Jesus – Keiner hat die Welt bewegt wie er (The Jesus Movie)
- 1979: Eis am Stiel 2 – Feste Freundin (Yotzim Kavua)
- 1981: Eis am Stiel 3 – Liebeleien (Shifshoof Nayim)
- 1982: Eis am Stiel 4 – Hasenjagd (Sapihes)
- 1982: First Love (Ahava Rishona)
- 1983: Soldier of the Night (Hayal Halayla)
- 1984: Eis am Stiel 5 – Die große Liebe (Roman Za'ir)
- 1984: Der Ambassador (The Ambassador)
- 1985: Eis am Stiel 6 – Ferienliebe (Harimu Ogen)
- 1986: Atalia
- 1987: Eis am Stiel 7 – Verliebte Jungs (Ahava Tzeira)
- 1988: Eis am Stiel 8 – Summertime Blues
- 1993: Lemonade (Pilotfilm)
- 1997: Gentila
- 2005: Lemon and the City (Kurzfilm)
- 2011: Naor's Friends (Hachaverim Shel Naor) (TV-Serie)
- 2015: Disney’s North Star (TV-Serie)